# Big Boss

Big Bossés és un personatge fictici de la sèrie de videojocs Metall Gear. Va ser presentat com el comandant i antagonista principal dels dos primers títols, Metall Gear i Metall Gear 2: Solid Snake, i posteriorment va passar a ser el protagonista de les preqüeles de la història original, a Metall Gear Solid 3: Snake Eater, on es representa com un agent encobert nord-americà amb nom en codi Naked Snake (네이키드·스네이크 Neikiddo Sunēku?), i sent protagonista en les posteriors preqüeles: Metall Gear Solid: Portable Ops, Metall Gear Solid: Peace Walker, Metall Gear Solid V: Ground Zeroes, conegut simplement com Snake, i en el més nou llançament de la saga, Metall Gear Solid V: The Phantom Pain, com Big Boss (també es diu així mateix com Ishmael).

## Biografia de ficció
Big Bossés(1935-2014) és el nom clau del llegendari soldat del joc Metal Gear Solid que va fundar la unitat FOXHOUND de forces especials, que va aconseguir derrotar la llegendària soldat The Boss (la seva mentora) i evitar diverses catàstrofes nuclears arriscant la seva vida a tot preu pel bé del món sense importar-li els riscos. També va ser el fundador d'Outer Heaven a Sud-àfrica i va fundar més endavant la nació de Zanzibar Land a Àsia central. Alguns consideraven a Big Boss com el "millor soldat del segle XX" havent derrotat ell sol a la Unitat Cobra, a The Boss, al coronel Volgin, diverses armes IA (Pupa, Cocoon i Chrysalis) i armes Superpoderoses com el Shagohod (encara que aquest últim amb l'ajuda d'EVA) el Peace Walker i el Metall Gear Zeke, també és considerat un brillant cap militar i una gran persona fent que els seus soldats i companys li agafessin un afecte especial arribant fins i tot a donar la vida per ell (com en el cas de Jonathan de MGS: Portable Ops). És un mestre en el combat CQC, un estil de lluita que ell i The Boss van crear, podent arribar a enfrontar-se a diversos enemics alhora i deixar-los fora de combat en qüestió de segons. Els seus simpatitzants el consideraven com un heroi de guerra i considerat pels seus enemics com un tirà. Com a resultat del projecte "Les Enfants Terribles", va ser el "pare" de Solid Snake (el seu subordinat i llavors, Némesis) i dels seus germans clons, Liquid Snake i Solidus Snake. Abans de guanyar el sobrenom de Big Boss, va servir com a agent de la unitat FOX sota el nom en codi de Naked Snake durant la Guerra Freda. El seu veritable nom és John, tot i que és anomenat Jack. És un dels protagonistes principals de la saga Metall Gear, sent protagonista principal d'MGS 3, MGS PO, MGS PW i MGS V GZ, a més de ser un personatge important en MG, MG 2 SS, MGS, MGS 4 i en MGS V TPP.

## Història
La història de Big Boss abans d'unir-se a l'exèrcit i com va passar a ser deixeble de The Boss és un complet misteri. No obstant sabem que la seva carrera militar va començar el 1950, quan es va unir als Boines Verdes i a partir d'aquest moment va passar a ser aprenent de The Boss. El 1956, Jack va estar implicat en la prova de l'Atolón de Bikini on es va detonar per primera vegada una bomba d'hidrogen, proves que es van realitzar entre 1946 i 1959, l'exposició a la radiació que va rebre durant aquestes el van deixar estèril. En la seva etapa d'aprenentatge amb The Boss, ella i ell van dissenyar la tècnica de combat CQC que avui utilitzen les Forces Especials, a més, ella li va ensenyar rus. The Boss i Jack es van separar el 12 de juny de 1959, i no va ser fins a cinc anys després quan van tornar a trobar-se, durant la primera missió de Jack a la unitat FOX, el 24 agost 1964.
Metall Gear Solid 3
Missió Virtuosa

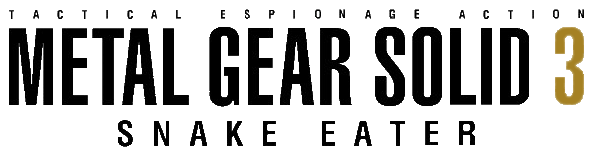
Metal Gear Solid 3 Snake Eater

24 agost 1964 la unitat FOX el va reclutar per la seva primera missió anomenada Missió Virtuosa, en la qual havia de rescatar al desertor científic soviètic anomenat Nikolai Stepanovich Sokolov. Va ser durant aquesta missió quan rep el nom en codi de Naked Snake. No obstant això, va fallar la missió, a causa de la deserció de The Boss (en realitat es va descobrir que The Boss no hi havia desertat de veritat, sinó que actuava com a agent doble per recuperar el Llegat dels Filòsofs de Volgin).
Operació Snake Eater
Una setmana més tard, la unitat FOX i Snake van ser assignats per l'Operació Snake Eater, l'objectiu consistia a eliminar a The Boss i al seu nou aliat soviètic, el Coronel Volgin, així com rescatar de nou a Sokolov i destruir el Shagohod. Durant la missió, mentre que estava amb Granin notablement borratxo Naked Snake va descobrir els plans de Metal Gear Rex, que Granin va enviar a un col·lega als Estats Units. Aquest col·lega era Huey Emmerich. Durant la missió, Snake va ser capturat i torturat pel Coronel Volgin, va perdre el seu ull dret a causa d'una bala accidental que va disparar Ocelot causa que Snake va intentar protegir la seva aliada EVA (i futura amant), mentre aguantava la tortura infligida. No obstant això, va tenir èxit en acabar la missió, ja que va matar tots els integrants de la Unitat Cobra, a The Boss i al Coronel Volgin, i va destruir el Shagohod. Per això, el president Lyndon Johnson li va concedir el títol de Big Boss. A casua de la pèrdua del seu ull, d'ara endavant començarà a portar el seu icònic pegat a l'ull. Big Boss, però, afectat pels esdeveniments ocorreguts durant l'Operació Snake Eater i pel fet d'haver hagut de matar la seva antiga mentora, Big Boss, decideix retirar-se de la unitat FOX. Quan els Estats Units van fer acte de presència a la Guerra del Vietnam, que va començar l'any següent, Big Boss va participar-hi amb grups com les Patrulles de llarg Reconeixement, a més d'equips de Boinas Verdes i els Rangers de l'Exèrcit. Les seves habilitats en combat li van atorgar el sobrenom de "soldat llegendari". Quan va acabar la seva participació en el conflicte, Big Boss va participar en més de 70 missions militars amb grups com ara el SOG i la Delta Force (una unitat antiterrorista d'elit creada el 1977). Big Boss durant la seva estada a Moçambic va reclutar a un orfe de guerra anomenat Frank Jaeger en 1966, i va portar el nen a un orfenat on va poder ser atès. Durant aquest temps es va assabentar que era estèril a causa de la perllongada exposició a la radiació durant la prova de l'Atolón de Bikini. El 1968 Big Boss rescata EVA a Hanoi i aquesta fa com que mor aquí.
L'Incident de la Península de Sant Jeroni
El 1970, la unitat FOX va ser catalogada com una organització malvada després que els membres d'aquesta unitat organitzessin una rebel·lió i assumissin el control d'una base a Sud-americana coneguda com "La Península Dels Morts". Big Boss va ser pres pres per Cunningham, membre de FOX. Big Boss va escapar, i va conèixer a un membre dels Boines Verdes que va ser enviat per esbrinar el succeït per la unitat FOX, Roy Campbell, els dos van aconseguir persuadir diversos membres de l'exèrcit vermell que la unitat FOX van aconseguir unir les seves forces, formant així als primers agents de la futura unitat FOXHOUND. Para-Medic i Sigint també van ajudar Big Boss a derrotar FOX i desmentir les acusacions contra Major Zero, qui va ser culpat per ser l'instigador de la revolta. Després de l'Incident, Big Boss, per petició de l'exèrcit, va formar la unitat FOXHOUND, per continuar així la tradició de la unitat FOX i donar una llar als soldats que ell havia reclutat durant l'incident de la Península de Sant Jeroni. Durant l'incident va tornar a trobar-se de nou amb Frank Jaeger, els dos van lluitar en un parell d'ocasions i després que Null, nom en clau de Frank, va reconèixer Big Boss i s'unís a FOXHOUND sota el nou nom en codi, "Gray Fox ". També Elisa va predir el futur de Big Boss, li va dir que ell destruiria el Metall Gear, i després construiria un altre i ho faria servir; també li va parlar sobre els seus futurs "fills" "Els Enfants Terribles, "El teu fill destruirà al món ... el teu fill salvarà el món". Algun temps després de l'incident (probablement el 1972), va caure en coma i el govern dels EUA va extreure del seu cos inconscient gens seus i el van transportar a un laboratori per a un projecte per crear els "soldats perfectes". Aquest projecte seria conegut com "Les Enfants Terribles." D'aquest experiment van néixer Solid Snake, Liquid Snake i Solidus Snake que van ser coneguts com els "fills de Big Boss". També durant aquest projecte es van descobrir, gràcies al seu ADN, més de 60 gens de caràcter militar, cridats des de llavors com "els gens del soldat". Ocelot i Major Zero van intentar que Big Boss s'unís a ells en la formació d'una nova organització coneguda com "els Patriots". Cosa que Big Boss va acceptar i al costat d'ells van formar els Patriots, després Major Zero, per guanyar-se una reputació fa que l'estatus de Big Boss augmenti en fer-ho un heroi. En els 80 després que Zero es tornés autoritari i s'allunyés dels ideals de The Boss, Big Boss, EVA i Ocelot van abandonar l'organització, però Ocelot es va quedar com a espia per Big Boss i llavors va començar a fer plans per derrotar els Patriots.